# Сузана Мушат Џоунс
Сузана Мушат Џоунс (енгл. Susannah Mushatt Jones; Округ Лаундс, 6. јул 1899 — Бруклин, 12. мај 2016) била је америчка суперстогодишњакиња која је према гинисовој књизи рекорда носила титулу најстарије живе особе на свету у периоду од 17. јуна 2015. до 12. маја 2016. године.

## Биографија
Сузана Мушат Џоунс рођена је у округу Лаундс, Алабама, Сједињене Америчке Државе, 6. јула 1899. године. Као млада радила је у пољу. Након дипломирања, желела је да постане учитељица и примљена је у програм за учитеље института у Таскиги. Међутим, њени родитељи нису имали довољно новца да плате њен колеџ, па се 1923. године преселила у Њујорк током раних фаза ренесансе Харлема. 1928. године, удала се за Хенрија Џоунса, али је брак трајао само пет година. Развела се од њега 1933. године, рекавши да „не зна шта је с њим“. Никада није имала деце. Радила је за богате породице бринући о њиховој деци. Пензионисала се 1965. године и живела са својом нећакињом Лавилом Вотсон.
Била је доброг здравља чак и са преко 100 година. Никада није пушила, пила алкохол, забављала се, шминкала се нити фарбала косу, али је спавала око 10 сати дневно и волела да једе сланину. Њен савет свим женама био је да се, како је говорила "клањају мушкараца". Тврдила је да никада није имала сексуалне односе и да је то један од разлога зашто је доживела дубоку старост.
17. јуна 2015. године, након смрти 116-годишње Џерлин Тали постала је најстарија жива особа у Сједињеним Америчким Државама и на свету.
Сузана Мушат Џоунс преминула је у Бруклину, Њујорк, Сједињене Америчке Државе, 12. маја 2016. године, у доби од 116 година и 311 дана. Након њене смрти, тада 116-годишња Ема Морано из Италије, преузела је титулу најстарије живе особе на свету.